# إحسان بهلوان
إحسان بهلوان (بالفارسية: احسان پهلوان) هو لاعب كرة قدم إيراني في مركز نصف الجناح، ولد في 25 يوليو 1993 في بجنورد في إيران. شارك مع منتخب إيران تحت 20 سنة لكرة القدم ومنتخب إيران تحت 23 سنة لكرة القدم. أما مع النوادي، فقد لعب مع نادي ذوب آهن أصفهان ونادي سباهان أصفهان ونادي غسترش فولاد.

## وصلات خارجية
- إحسان بهلوان على موقع قاعدة بيانات كرة القدم.إي يو (الإنجليزية)
- إحسان بهلوان على موقع ناشيونال فوتبول تيمز (الإنجليزية)
- إحسان بهلوان على موقع Soccerway.com (الإنجليزية)
- إحسان بهلوان على موقع عالم كرة القدم.نت (الإنجليزية)